# Kyōgen

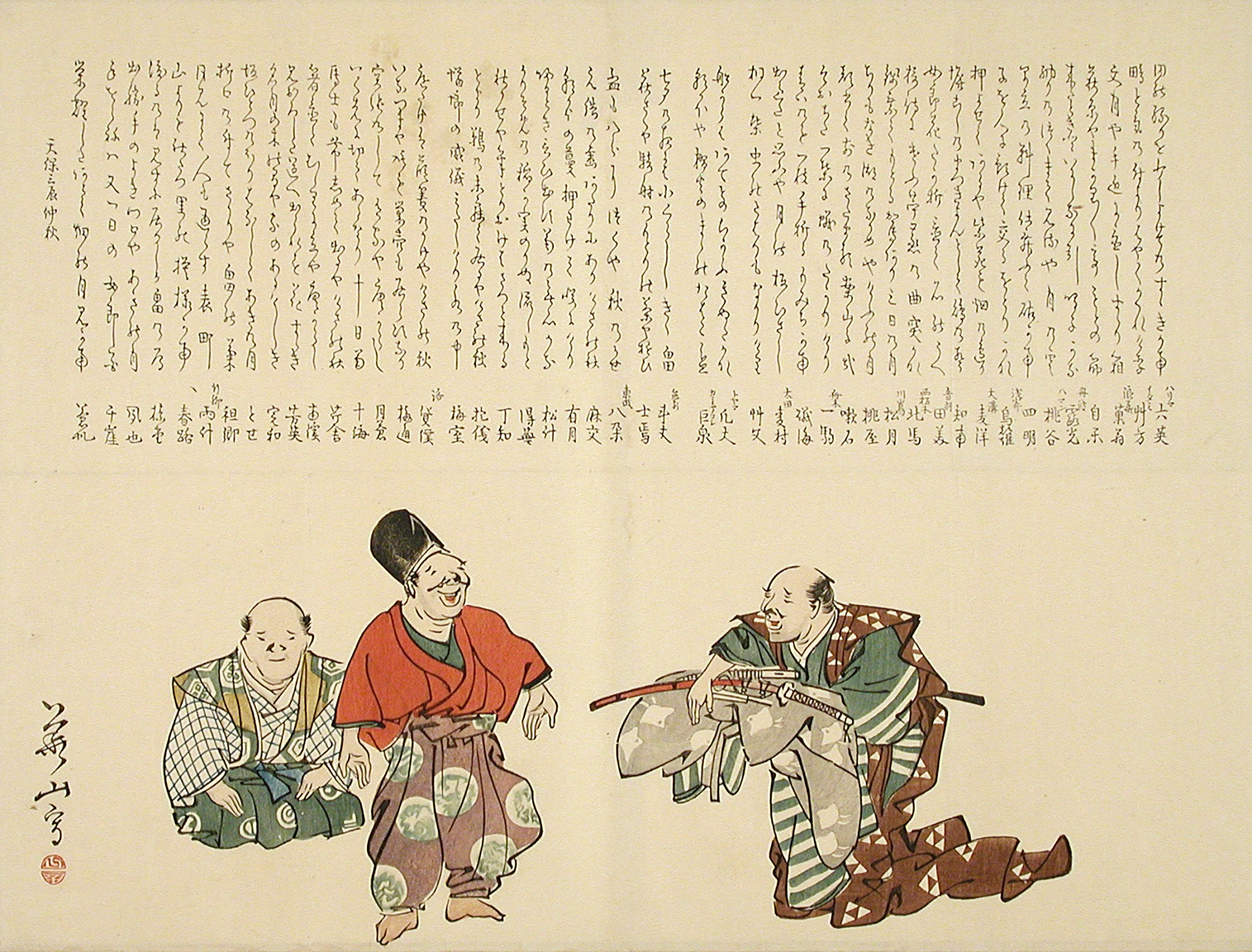
Escena del kyōgen en una representació del al Yokoyama Kazan

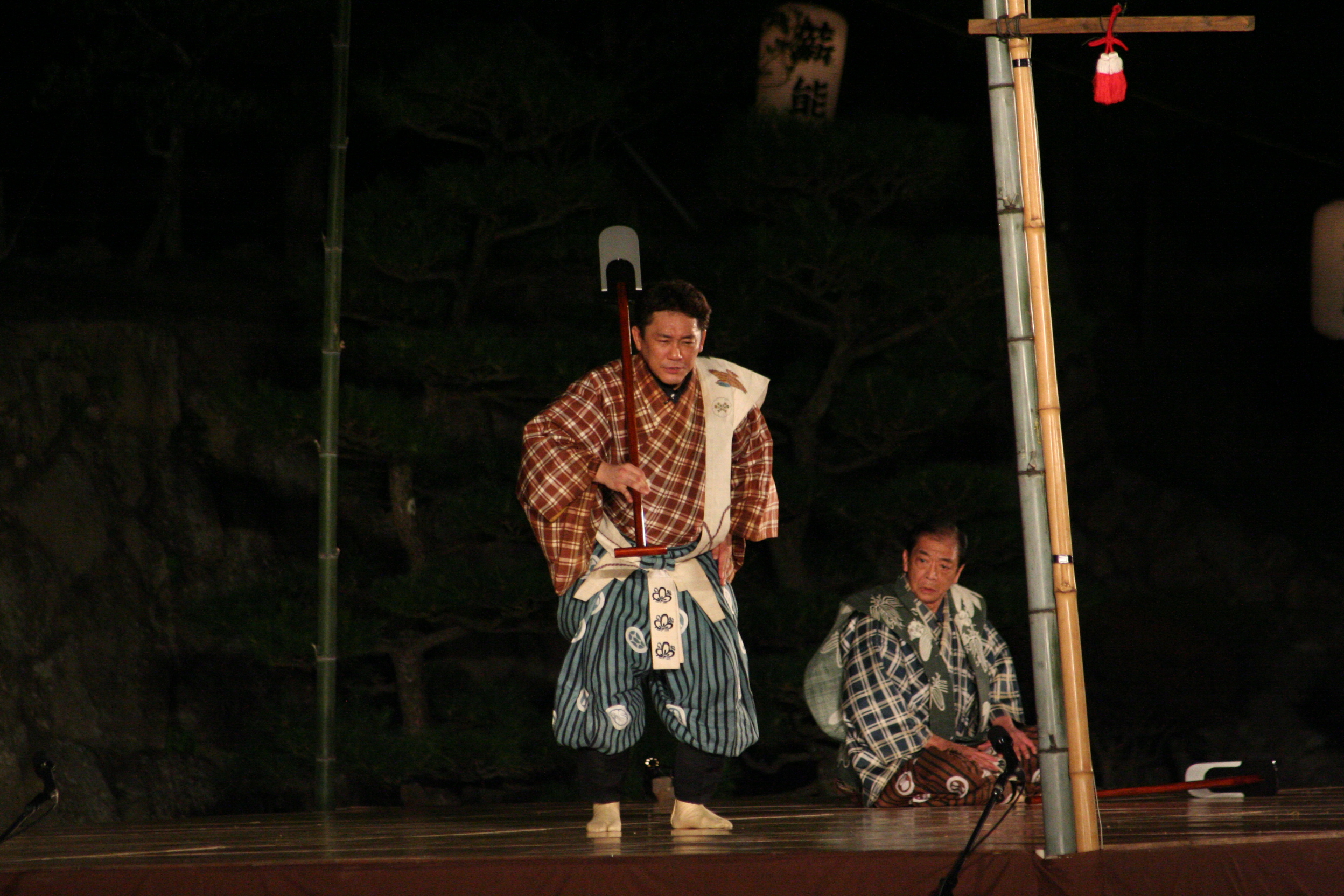
Representació Kyōgen al castell Himeji

Kyōgen (狂言) és la forma còmica del teatre tradicional japonès. Els actors del kyōgen provenen de famílies específiques i utilitzen una tècnica teatral pròpia. Tanmateix, fins i tot dins d’una obra de teatre de Noh, sovint hi ha un actor de Kyōgen per interpretar els populars personatges que venen a resseguir, durant l’interludi (quan el shite va al darrere dels escenaris per canviar de vestit i de màscara), la història del protagonista. Aquests interludis són presents en tres de les cinc categories de Noh: els Noh dels guerrers, Noh de les dones i Noh del món real. Tanmateix, fins i tot si es representen noh i kyōgen al mateix escenari, són dues arts dramàtiques diferents.

## Definició i significat de la paraulaKyōgen
Kyōgen és un teatre còmic i satíric. La paraula japonesa kyōgen està formada per dos caràcters: el primer "kyō" 狂, significa"boig"i el segon"gen" 言 significa "paraules". Per tant, la paraula kyōgen significa literalment "paraules boges".

## Principals diferències entre el noh i elkyōgen
El kyōgen s'interpreta la majoria de les vegades sense màscara excepte certs personatges animals, figures divines, vells o dones joves. És un teatre a un ritme ràpid, sense misteris i generalment sense música i sense cor. Utilitza el llenguatge contemporani, l'estil dels diàlegs prové del llenguatge actual del Període Muromachi, molt diferent de l'estil literari de Noh que cultiva arcaismes.
Si bé el noh és històric i tràgic, les obres de kyōgen reflecteixen els hàbits, els costums i la vida de la gent comuna en breus obres còmiques. A més, així com el noh està marcat per la perfecció dels moviments, el kyōgen de vegades es troba desordenat perquè es basa en l'entreteniment. Noh és seriós, basat en la dansa i la cançó, cosa que provoca tristesa i noblesa, mentre que el kyōgen és lleuger, basat en el diàleg i en aspectes còmics i populars.
El kyōgen és la contrapart i el complement indispensable del noh. De fet, si el noh expressa el que voldríem ser, el camí de les nostres aspiracions, i el kyōgen que hi està íntimament vinculat, expressa el que som i la seva acceptació.: dos camins que condueixen a la saviesa. Des del segle xv, es va establir el costum d’inserir entre dues obres de teatre serioses un episodi còmic, amb el nom de kyōgen, paraules boges, estupideses, aquestes farses esdevindran inseparables del noh.
Hi ha dos tipus de kyōgen:
- l'ai-kyōgen es reprodueix entre dues escenes de Noh per donar temps a un actor de Noh per canviar-se de vestuari. Aquest tipus de Kyōgen compta amb un sol actor Kyōgen que explica la història que seguirà i invoca els punts importants de l'obra.
- L’hon-kyōgen s'interpreta entre dos actes de Noh. Aquesta vegada és un espectacle a part de Noh. Compta amb dos o tres actors kyōgen amb diàleg i moviment còmic. Aquest tipus de kyōgen permet provocar rialles i relaxar l'espectador després de dos actes molt més greus de Noh.

## Història
El Kyōgen, com el Noh, va evolucionar a partir d'una forma de teatre còmic anomenada sarugaku («ball de micos»). Aquest tipus d’espectacle va adquirir una gran popularitat durant el període Muromachi perquè el sarugaku va ser refinat per Zeami, un teòric del Noh. Estableix tots els principis estètics principals (vestuari, màscares, gestos, etc.). També és un dels dramaturgs japonesos més famosos.
En el període Edo, el sarugaku es va convertir en el nôgaku. És la combinació del teatre Noh i Kyōgen. Posteriorment, el kyōgen es queda sota la protecció dels shoguns Tokugawa i arriba a les classes socials més altes. Per raons estètiques, s'associa després a les representacions del Noh.
Les kouta, balades curtes, eren molt populars entre la gent del període Muromachi, i diverses d’aquestes cançons apareixen a les obres de kyōgen. Aquestes peces, originàriament basades en la improvisació, no es van enregistrar per escrit fins al segle xvii, durant el període Edo. Des del moment en què aquestes peces van ser escrites a mà, hi havia una tendència a no augmentar el repertori ni canviar la part essencial de la posada en escena.
La Restauració Meiji al segle xix i la caiguda del govern militar van deixar el Noh i el Kyōgen sense suport financer, però posteriorment van trobar un altre suport financer a la nova classe de comerciants. Malauradament, la naturalesa elitista d'aquest patrocini va desviar el Noh i el Kyōgen del corrent principal durant molt de temps. Des del final de la Segona Guerra Mundial, el kyōgen ha tornat a cridar l'atenció dels espectadors com un drama tradicional japonès, diferent del Noh.

## Dramatúrgia
Com s'ha esmentat anteriorment, el kyōgen forma part del nôgaku. Les peces de Kyōgen estan intercalades entre dues peces de Noh, però també es poden interpretar soles.

### L'escena
L'escena és la mateixa que la del Noh. Però té més espai perquè normalment no hi ha músic ni cor. Només hi ha dos o tres protagonistes que apareixen a cada peça. Aquesta manca de decoració permet que el públic estigui més centrat en l'actuació.

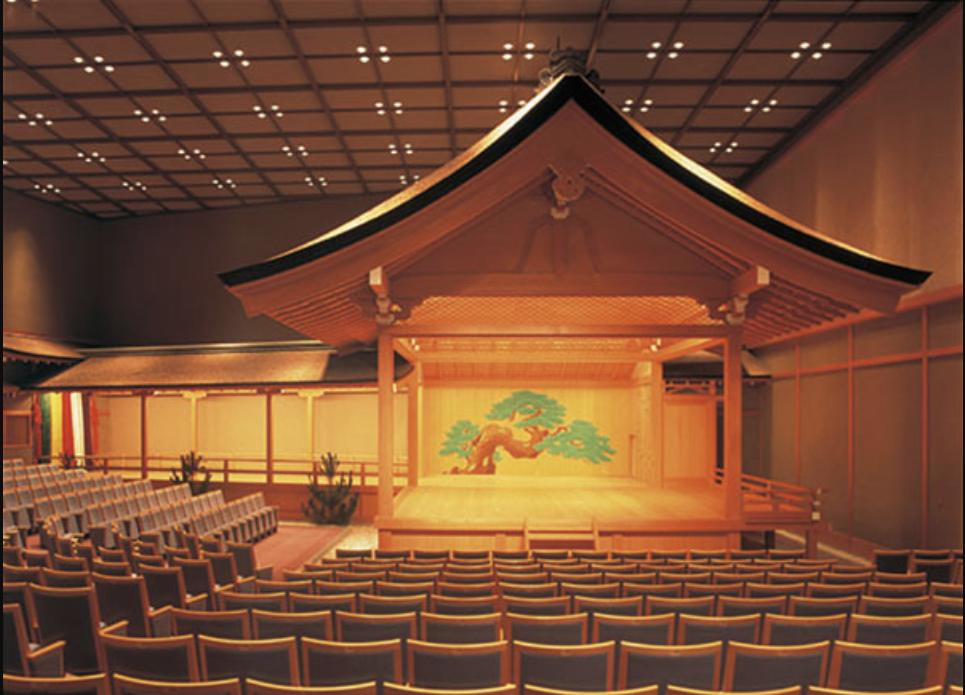
Escenari Kyōgen

Per tant, l'escenari consisteix en una part superior de fusta de xiprer japonès elevat i allargada per un pont. Els quatre pilars a les quatre cantonades de l'escenari sostenen una teulada.

### Actors i personatges
Com passa amb el noh, els actors de kyōgen (kyōgen-gata) no es nomenen pel nom del personatge sinó per la importància del seu paper a l'obra. Els personatges són interpretats només per homes.

#### Personatges escenificats
Els personatges escenificats representen personatges més que els mateixos personatges. Hi ha el Taro Kaja (el servent) i el daimyo (el senyor feudal, l'amo), solen ser els shite. El shite, literalment, és " el que actua", i és el personatge principal de l'obra. Canvia segons la peça. Després tenim els déus, els monjos, els dimonis, els ancians i les dones.

#### Escoles i formació
Les escoles Kyōgen són diferents de les escoles Noh. Avui hi ha dues escoles kyōgen: escoles Izumi i Okura. Interpreten unes dues-centes seixanta peces del repertori kyōgen actual. Els actors kyōgen comencen de ben petits perquè és de pare a fill que ens converteixen en actors kyōgen.
Cada escola és diferent per les diferents famílies que la dirigeixen. Izumi està representada per la família Nomura i compta amb més d'una vintena d'actors. Pel que fa a Okura, està representada per la família Shigeyama. Ha estat practicant Kyōgen durant quatre-cents anys. Hi ha més de setanta actors.
Amb cent setanta-set peces en comú, els repertoris compten amb cent vuitanta peces per a Okura i dues-centes cinquanta-quatre per a Izumi. Però a diferència del Noh, aquests textos gairebé tots romanen anònims. De tant en tant, apareixen noves peces kyōgen, per exemple Susugigawa (El riu de les rentadores). Així mateix, Mansai Nomura, al capdavant d'un teatre de Tòquio, de vegades s'inspira en kyōgen per a la posada en escena i el repertori moderns.

### Música i llenguatge
A diferència del noh, el kyōgen no necessita música excepte per a determinades peces. Si hi ha música, hi haurà tres tipus de tambors, un portat a l'espatlla, el segon al maluc i el tercer tocat amb pals de xiprer; així com una flauta.
La llengua utilitzada és la del període Muromachi. Es tracta, doncs, d'un diàleg còmic amb un joc físic on els moviments són exagerats i on es domina l'estil de riure. Kyōgen mai utilitza un llenguatge vulgar o irònic destinat a fer mal. Tot diàleg pretén fer riure la gent, cosa que normalment no fa gràcia.

## El directori
Les peces de Kyōgen es divideixen en diverses categories, segons el tipus de personatge del protagonista (shite) o el tema de la peça.
Hi ha unes dues-centes seixanta peces al repertori.
- waki-kyōgen són peces de bon auguri, expressen alegria. Hi ha vint-i-set peces.
- les peces entre daimyo (senyor feudal) i Taro kaja (servidor). El Senyor de vegades s'equivoca i és silenciat pel seu servent. Pot ser un borratxo o, per contra, un home de sentit comú. Hi ha vint-i-quatre peces.
- documents relatius a les relacions familiars entre cònjuges, hi ha tretze parts, o entre pare i gendre, hi ha catorze parts.
- les peces que representen dimonis, n'hi ha deu.
- les peces que representen gent de muntanya, són mags pretensiosos i impotents
- les peces que representen monjos, vint-i-dos, on la ignorància i la ximpleria són les seves faltes menors. En aquesta mateixa categoria, hi ha sis peces de cecs.
- les diverses peces que representen a vegades lladres però també els animals protagonistes.

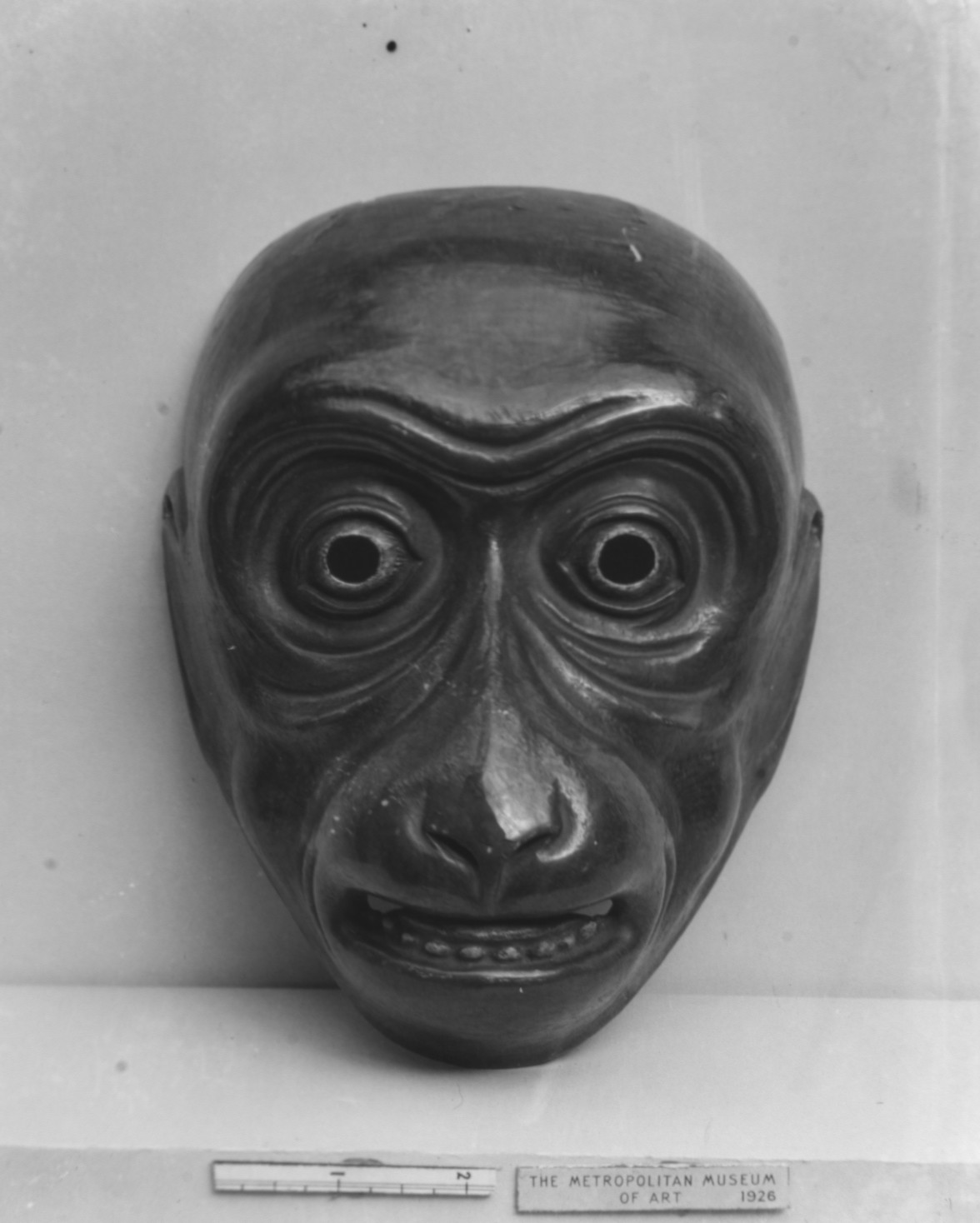
Màscara de mico "Saru"

## Accessoris
L'ús d'accessoris permet als espectadors una millor comprensió de la peça. Els més coneguts són les màscares, el vestuari i altres articles.

### Màscares

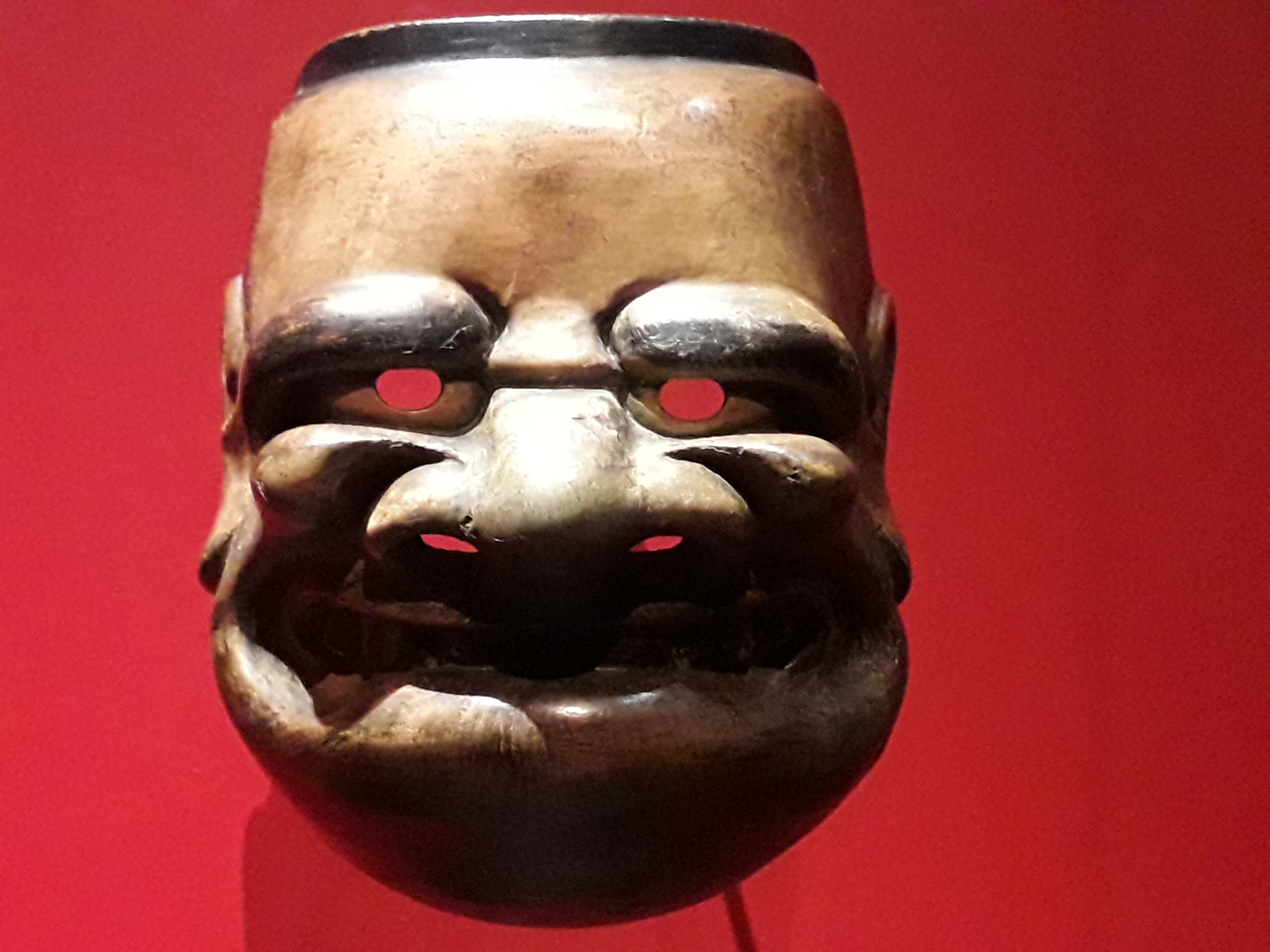
Màscara de dimoni "oni"

Al teatre Kyōgen, l'ús de màscares no és una prioritat. La cara descoberta permet veure les expressions facials i les expressions facials de l'actor, fet que accentua el costat còmic. Hi ha una cinquantena de peces que fan servir les màscares. Hi ha una vintena de màscares kyōgen. La majoria de les màscares no són humanes, sovint són animals, déus, esperits, fantasmes, etc. Quan es tracta de màscares humanes, és per al personatge de noies joves o de vells.

### El vestuari

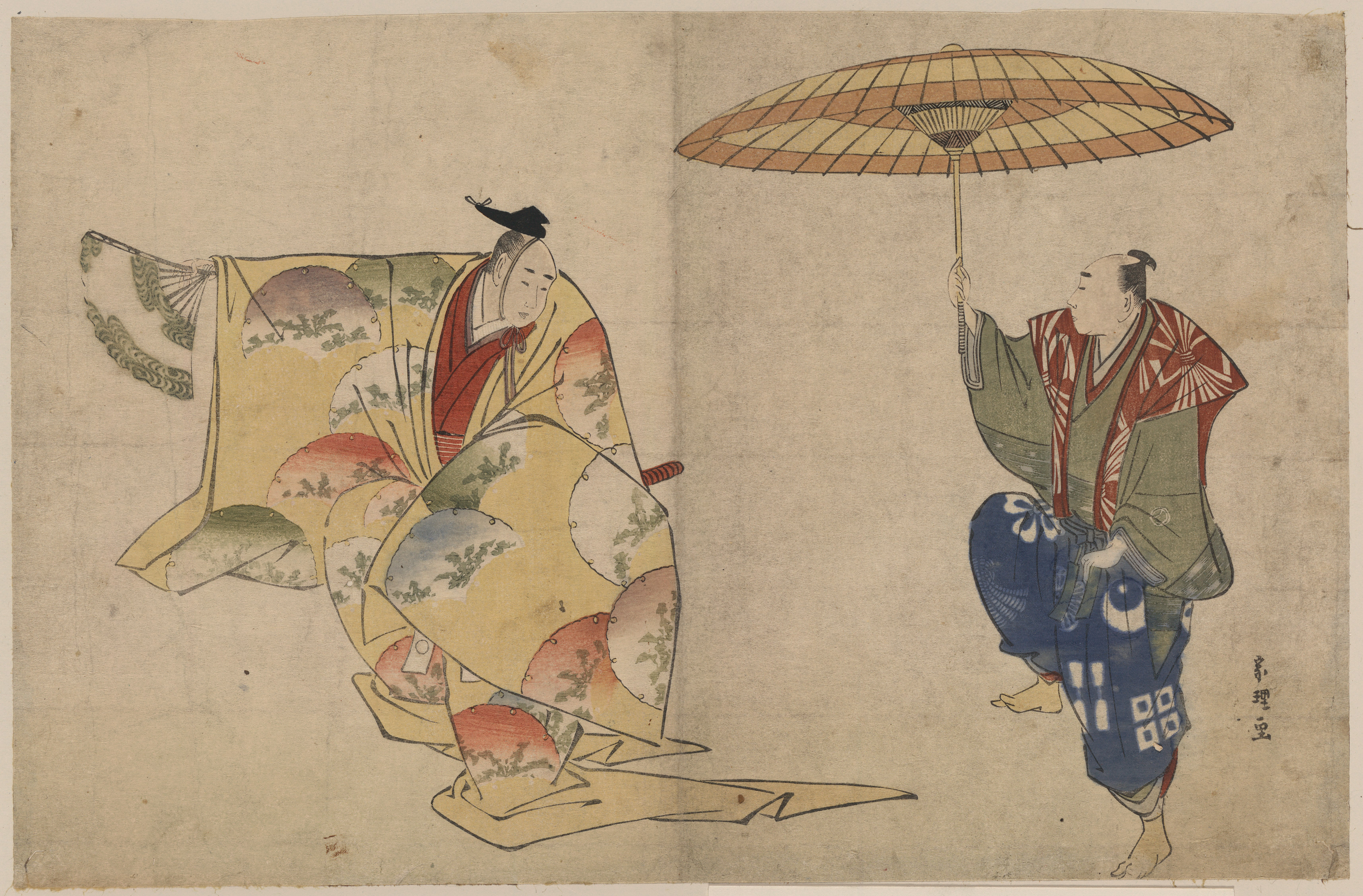
D'esquerra a dreta: el senyor i el criat

Els vestits de kyogen són més senzills que els del noh. Es basen en la indumentària del Japó medieval. Les disfresses s'escullen segons el paper del personatge. Per exemple, el senyor porta un naga bakama, una faldilla llarga que arrossega fins als peus i un pentinat negre al cap (eboshi). El mestre porta pantalons llargs i una jaqueta (suo) i el criat porta un hakama, una faldilla de pantalons curts i una jaqueta " kataginu ".
Pel que fa a la dona, l'actor porta un quimono de setí multicolor amb un bôshi binan, un estil de cinta blanca al voltant del cap, els extrems del qual cauen al llarg del cos. El quimono està ajustat a les cames perquè l'actor faci petits passos com ho faria una dona.

### Els complements
Els principals accessoris utilitzats són: el ventall, els actors l'utilitzen per a tot, és a dir com a ganivet, martell, sabre, etc.; i el kazura-oke, un recipient cilíndric de fusta utilitzat com a seient o barril de sake. Aquest últim accentua la vessant còmica de les escenes on el protagonista està borratxo.
A més de l'atrezzo, l'actor imita els sons utilitzant onomatopeies. Per exemple, quan aboca sake, farà el so "dobu dobu dobu".

## La representació de les dones alkyōgen
A kyōgen, els rols masculins es representen en diverses categories com ara sacerdots, dimonis, mestres, etc., mentre que els rols femenins es classifiquen en una mateixa categoria: la categoria de dones. No obstant això, encara podem classificar-los segons les seves ocupacions, la seva posició familiar, el seu estatus social o els seus trets de personalitat.
Hi ha set categories principals entre seixanta-vuit textos amb papers femenins:
- Mestresses de casa
- Dones joves casades
- Dones a la feina
- Dones santes
- Dones sobrenaturals
- Dones invisibles
- Diversos

### Mestresses de casa
Les mestresses de casa es divideixen en tres subgrups dividits en trenta-sis textos. Representen les diferents posicions socials de la cultura medieval del Japó. Així que hi ha:
1) Esposes, es classifiquen segons el seu tret de personalitat (ferotge i fidel; possessiva i fidel; partidària i fidel; valenta; boja i fidel; insensata i infidel)
- Esposes ferotges i fidels van darrere dels seus marits mandrosos, que no volen anar a treballar. Aquesta inversió de rols amb relació a la vida real és una font de conflicte i comèdia per als espectadors. De fet, tradicionalment les dones són submises i gentils, i els homes van a treballar cada dia. Aquí, la història està dominada pels diners.
- Les dones possessives i fidels estan enfadades amb les infidelitats dels seus marits o el seu desig de divorciar-se. La dona està decidida a salvar el seu matrimoni, l'espectador la veu com una dona que estima el seu marit i defensa el seu matrimoni. Aquí, la història està dominada per l'amor.
- Les dones solidàries i fidels són intel·ligents i de caràcter fort envers els seus marits.
- Les dones valentes i virtuoses són lleials i valentes. Aquesta categoria s'interpreta sense el marit. Hi ha un home a l'escenari, però o és un dimoni o un alpinista.
- Esposes boges i fidels. Només hi ha un text i és l'únic que presenta una dona menys intel·ligent que el seu marit.
- Les dones insensates i infidels són enganyoses i infidels.

2) Les núvies joves estan dotades de qualitats de dona madura i no tenen qualitats negatives. Encara no estan afectats per les pressions socials, econòmiques i personals de la vida real. En aquesta categoria, l'humor és lleuger. A l'escenari, la jove núvia ha de triar entre la seva família i la del seu marit perquè en el moment en què una noia es casa, es veu obligada a anar a viure amb el seu marit. A mesura que avança l'obra, la núvia esdevindrà com la categoria anterior, una esposa.
3) Vídua: només hi ha un text per a aquesta categoria. Només diu coses positives sobre el seu difunt marit. És una dona valenta i protectora sense qualitats negatives.

### Dones joves casades
Es tracta de noies joves en edat de casar-se. És l'única categoria basada en el físic de la dona. En aquesta categoria predomina l'ús de màscares per al rol femení. Les dones joves que estan a punt per casar-se es posen una màscara anomenada oto. Té el front i les galtes bombades, el nas és pla i la boca petita. Les dones joves guapes escenificades a les obres no estan emmascarades. Al principi, les dones emmascarades van amb vel. Així, el còmic queda marcat a través de la dona que persegueix un home que té por un cop la dona s'ha tret el vel.

### Dones a la feina
Són dones independents que es guanyen la vida. A diferència d'abans, participen en la vida laboral i tenen el mateix estatus social que els homes. Hi ha tres subcategories:
1) Les comerciants: són les dones que treballen en un establiment comercial i que han fugit de fer de mestresses de casa. La història gira al voltant d'un conflicte entre la dona i el marit per una qüestió familiar.
2) Les artistes: només hi ha un text Sis poetes (Kasen) que presenta una dona que participa en un festival de poesia waka, normalment prohibit a les dones, i que busca marit. L'actor porta una màscara lletja de dona jove i porta un vestit més sofisticat per accentuar el costat còmic.
3) Cortesanes: la seva feina és donar-se a un home per diners. Hi ha tres tipus de cortesanes: cortesanes de carrer ordinàries, cortesanes de classe alta i cortesanes de classe mitjana.

### Dones santes
Són dones amb vocacions religioses. Tenen una vida diferent de les altres dones, només conviuen amb sants i els conflictes se centren al voltant de les religions. Hi ha dos tipus de dones santes, les monges budistes i les joves xintoistes. Aquestes dones es representen com a dolces, sense cap acció negativa, independents i fortes.

### Dones sobrenaturals
Les dones es converteixen en dimonis. Es representen com una boja, un nen, però això només crea l'aspecte còmic de l'obra.

### Dones invisibles
Aquestes són les dones que només apareixen com a imatge. No apareixen, només es descriuen, imaginades per un home kyōgen com la dona ideal. No té res a veure amb la dona de la vida real. És una dona amb una essència femenina perfecta. Aquesta dona invisible permet a l'espectador imaginar la seva pròpia dona ideal. L'humor es basa en el desig que dona aquesta dona i que ningú podrà aconseguir perquè és irreal.

## El Kyōgen, avui
Avui, gràcies en gran part a la televisió, on hi actuen un nombre creixent de joves actors de famílies tradicionals, el kyōgen està experimentant un autèntic renaixement com a teatre popular al Japó. L'escola Okura és predominant a la zona d'Osaka i Kyoto, i l'escola Izumi a la zona de Tòquio.